# Helloween (EP)
Helloween är en EP av den tyska gruppen Helloween som släpptes 1985.

## Låtlista
1. Starlight, 05:15 (Weikath/Hansen)
2. Murderer, 04:25 (Hansen)
3. Warrior, 04:00 (Hansen)
4. Victim Of Fate, 06:39 (Hansen)
5. Cry For Freedom, 06:07 (Weikath/Hansen)
6. Surprise Track, 02:08 (Traditional)